# L'Ormindo
L'Ormindo è un'opera in tre atti e un prologo di Francesco Cavalli su libretto originale di Giovanni Faustini. La partitura manoscritta è conservata presso la Biblioteca Nazionale Marciana di Venezia. L'opera, la terza ad essere composta in collaborazione tra Cavalli e Faustini, definita sul libretto originale "favola regia per musica", è ambientata nell'antica regione della Mauretania, ed in particolare nel fantastico regno del "Marocco e di Fessa" (Fès) di re Hariadeno, all'epoca di un tentativo di conquista da parte della Spagna. 
Prima delle opere di Cavalli ad essere ripresa con successo nel XX secolo, L'Ormindo è considerata tra le sue opere più interessanti.

## Storia dell'esecuzione
Ormindo fu rappresentata per la prima volta nel 1644 al Teatro San Cassiano di Venezia, il primo teatro d'opera pubblico al mondo. Dopo la sua produzione del 1644, probabilmente non fu più ripresa fino al 1967, quando fu eseguita al Glyndebourne Festival Opera. La versione presentata a Glyndebourne fu arrangiata e diretta da Raymond Leppard. L'opera ha avuto la sua anteprima americana nel 1968 in una esecuzione alla Juilliard School sotto la supervisione di Leppard. In seguito è stata eseguita dalla Washington Opera Society, usando scene e costumi della Juilliard.
Sebbene ripresa dalla State Opera South Australia nel 1980 e messa in scena anche in Italia, al Festival Opera Barga, nel 1981, l'opera rimane qualcosa di raro. Una recente esecuzione è stata eseguita dalla Pittsburgh Opera nel febbraio 2007, utilizzando una nuova revisione esecutiva di Peter Foster. È stata diretta da Bernard McDonald con la regia di Chas Rader-Shieber. L'edizione di Peter Foster è stata utilizzata anche da The Harvard Early Music Society nella sua esecuzione dell'opera del novembre 2008, diretta da Matthew Hall, regia di Roy Kimmey. La Baylor University School of Music ha eseguito il lavoro in inglese il 21-22 novembre 2008 sotto la direzione del Michael Johnson regista Andrew Hudson. È stata inoltre eseguita dalla Pinchgut Opera of Sydney nel dicembre 2009. The Royal Opera ha messo in scena una nuova produzione, in una traduzione in inglese, diretta da Kasper Holten allo Shakespeare's Globe nel marzo 2014 - la prima produzione d'opera nella Sam Wanamaker Playhouse di recente apertura. Questa produzione è stata ripresa nell'anno successivo (a febbraio 2015) nella stessa sede. La Royal Irish Academy of Music di Dublino ha presentato la prima produzione irlandese dell'opera nel gennaio 2015 diretta da Ben Barnes con la regia di David Adams.

## Ruoli
| Prima esecuzione: carnevale 1644, Venezia                                       | Prima esecuzione: carnevale 1644, Venezia |
| Personaggio                                                                     | Registro vocale                           |
| ------------------------------------------------------------------------------- | ----------------------------------------- |
| L'Armonia fa il prologo                                                         | soprano                                   |
| Ormindo, ignoto figlio d'Hariadeno                                              | contralto (castrato)                      |
| Amida, principe di Tremisene                                                    | contralto (castrato)                      |
| Nerillo, suo paggio                                                             | soprano                                   |
| Sicle, principessa di Susio (in abito egizio)                                   | soprano                                   |
| Melide, sua damigella (in abito egizio)                                         | soprano                                   |
| Erice, sua nutrice (in abito egizio)                                            | tenore (en travesti)                      |
| Erisbe, moglie di Hariadeno                                                     | soprano                                   |
| Mirinda, sua dama confidente                                                    | soprano                                   |
| Hariadeno, re di Marocco e di Fessa                                             | basso                                     |
| Il Destino                                                                      | tenore                                    |
| Amore                                                                           | soprano                                   |
| La Fortuna                                                                      | soprano                                   |
| I Vènti                                                                         | tenore e basso                            |
| Osman, capitano di Hariadeno                                                    | tenore                                    |
| Custode dell'arsenale d'Anfa                                                    | tenore                                    |
| Messo                                                                           | soprano                                   |
| Coro: soldati d'Ormindo, soldati d'Amida, soldati mauritani, damigelle d'Erisbe |                                           |

## Trama
Luogo dell'azione: Anfa (Casablanca), città del regno di Fessa (Fès) nell'antica Mauretania (Marocco).
I principi maghrebini Amida (di Tremisene) e Ormindo (di Tunisi), che stanno aiutando nella difesa del Marocco contro gli invasori spagnoli, sono entrambi innamorati di Erisbe che è infelicemente sposata con Hariadeno, l'anziano re di Fès. I principi accettano di rimanere amici mentre indagano sui sentimenti della donna. Nel corso dell'opera ci sono molti complotti di Amore, della principessa Sicle (amante abbandonata di Amida, che si cela ora sotto un travestimento da egiziana) e di Erice (nutrice di Sicle) per interferire nella competizione. Erice mette in scena una seduta spiritica per comunicare con Sicle "morta", la quale rimprovera ad Amida la sua incostanza che l'aveva portata al suicidio. Amida, sopraffatto dal rimorso, si rende conto che ama ancora la principessa ed è felicissimo quando si scopre che in realtà è viva e non un fantasma. Nel frattempo, Erisbe e Ormindo decidono di fuggire a Tunisi, dove Ormindo deve difendere la sua patria dagli attacchi. Quando il re Hariadeno scopre il loro adulterio, ordina al suo capitano, Osmano, di farli avvelenare.  Tuttavia Osmano sostituisce al veleno una pozione di sonnifero, su istigazione di Mirinda (confidente di Erisbe) che ha promesso di sposarlo se risparmia gli amanti. L'opera si chiude con il consueto lieto fine quando il re apprende che Ormindo è in realtà suo figlio, nato da un legame giovanile, perdona tutti e cede il regno al figlio ritrovato.

## Incisioni
Complete
- Cavalli: L'Ormindo (John Wakefield, tenore; Peter-Christoph Runge, baritono; Hanneke van Bork, soprano; Anne Howells, mezzosoprano; Federico Davia, basso; Jean Allister, contralto London Philharmonic Orchestra; Raymond Leppard, direttore). Registrata al Glyndebourne Festival Opera House. Etichetta: (1967) Argo
- Cavalli: L'Ormindo (Howard Crook, tenore; Dominique Visse, controtenore; Sandrine Piau, soprano; Martin Oro, controtenore; Les Paladins, ensemble; Jérôme Correas, clavicembalo e direttore). Etichetta: (studio, giugno 2006) Pan Classics

Estratti
- Cavalli: Arie e Duetti da Didone, Egisto, Ormindo, Giasone e Callisto (Mario Cecchetti, tenore; Rosita Frisani, soprano; Gloria Banditelli, mezzosoprano; Mediterraneo Concento, ensemble; Sergio Vartolo, direttore). Etichetta: Naxos